# Klingenbach
Klingenbach (chorvatsky: Klimpuh, maďarsky: Kelénpatak) je obec v okrese Eisenstadt-okolí (Eisenstadt-Umgebung) ve spolkové zemi Burgenland v Rakousku. K 1. lednu 2014 zde žilo 1180 obyvatel. V místě je hraniční přechod do Maďarska směrem na Šopron.
Klingenbach je jedinou osadou obce. Podél obce prochází Zemská silnice B 16, která je pokračováním dálnice A3. V obci má sídlo obchodní společnost Hotwell Handelsgesellschaft, dceřiná společnost firmy Kuwait Petroleum Corporation.

## Obyvatelstvo
Podle sčítání lidu v roce 2001 má Klingenbach 1189 obyvatel, z nichž se 73,1 % hlásí k burgenlandsko-chorvatské národnostní skupině. Podíl německy mluvící etnické skupiny je 13,4 %.
Většina obyvatel Klingenbachu (89,2 %) se hlásí k římskokatolické církvi; k pravoslavné církvi a islámu se hlásí 2,5 % obyvatelstva.